# Pastiches et Mélanges
Pastiches et Mélanges est une œuvre de Marcel Proust, publiée en 1919 par la NRF. Il s'agit d'un recueil de préfaces et d'articles de presse parus principalement dans Le Figaro à partir de 1908, rassemblés en un volume à la demande de Gaston Gallimard.

## LesPastiches
Le livre est dédié à un ami de l'auteur, « Walter Berry » (Walter Van Rensselaer Berry), un juriste américain et francophile qui plaida la cause de la France auprès du gouvernement des États-Unis lors de la Première Guerre mondiale.

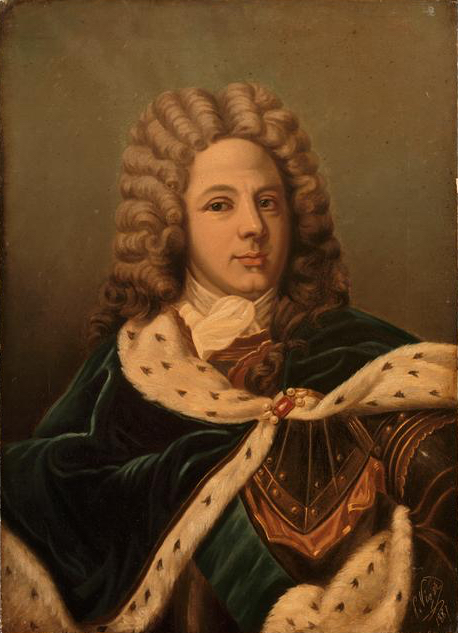
Saint-Simon

La première partie, Pastiches, contient neuf pastiches littéraires. Tous ont pour thème commun l'« affaire Lemoine », fait divers qui défraya la chronique en 1908-1909. Un escroc du nom de Henri Lemoine (1878-?) avait prétendu détenir le secret de la fabrication du diamant et, à la suite d'expériences truquées, avait fini par recevoir la somme considérable d'un million-or de Sir Julius Wernher, président de la De Beers. Sur plainte de Wernher, le coupable se vit interrogé en janvier 1908, puis jugé en juillet 1909 et condamné à six ans de prison,..
Les neuf pastiches relatent donc l'affaire Lemoine « à la manière de » Balzac, Flaubert, Sainte-Beuve (dans son feuilleton du Constitutionnel), Henri de Régnier, Michelet, Émile Faguet et Renan, et sur le modèle du Journal des Goncourt (également imité par Proust dans À la recherche du temps perdu). Le recueil se clôt par le pastiche des Mémoires de Saint-Simon, auteur particulièrement admiré par Proust.
La plupart de ces textes ont paru dans le Supplément littéraire du Figaro à partir de 1908.
L'affaire Lemoine inspira à Proust d'autres pastiches, qui ne figurent pas dans ce recueil : à la manière de Chateaubriand et de Maeterlinck, et une seconde imitation de Sainte-Beuve.

## LesMélanges

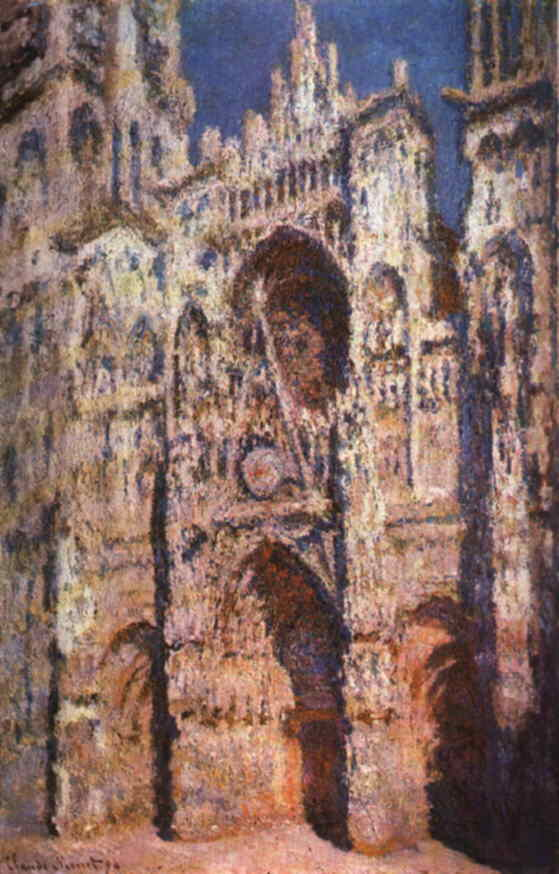
Monet : La Cathédrale de Rouen, 1894

Les Mélanges comprennent quatre sections. 
La première, « En mémoire des églises assassinées », réunit, en une centaine de pages, des textes consacrés aux destructions provoquées par la Première Guerre mondiale à Caen, Amiens et Rouen, notamment. D'autres pages, écrites en 1900, évoquent John Ruskin, dont Proust avait traduit La Bible d'Amiens. 
La deuxième section, « La mort des cathédrales », est un article du Figaro de 1904 où Proust s'opposait à l'un des articles de la loi de séparation de l'Église et de l'État, en une dizaine de pages. 
La troisième section, « Sentiments filiaux d'un parricide » (1907), traite d'un drame de la folie, en 15 pages. 
Enfin, « Journées de lecture » (1905 et 1907) est la préface à la traduction de Sésame et les lys de Ruskin, traduit par Proust pour le Mercure de France, en 50 pages.

## Extraits desPastiches
- La fabrication du diamant vue par Renan :

« Patience donc ! Humanité, patience ! Rallume encore demain le four éteint mille fois déjà d'où sortira peut-être un jour le diamant ! Perfectionne, avec une bonne humeur que peut t'envier l'Éternel, le creuset où tu porteras le carbone à des températures inconnues de Lemoine et de Berthelot. »
- Le succès de Lemoine vu par les Goncourt :

« C'est plus fort que l'histoire de Galilée, plus moderne, plus prêtant à l'artiste évocation d'un milieu, et tout d'un coup je vois un beau sujet de pièce pour nous, une pièce où il pourrait y avoir de fortes choses sur la puissance de la haute industrie d'aujourd'hui, puissance menant, au fond, le gouvernement et la justice, et s'opposant à ce qu'a de calamiteux pour elle toute nouvelle invention. »
- Le succès de Lemoine vu par Saint-Simon :

« Le Moine, qui avait passé sa vie enterré dans la crapule la plus obscure et ne connaissait pas à la cour un homme qui se pût nommer, ne sut pourtant à qui s'adresser pour entrer au Palais Royal ; mais à la fin, la Mouchi en fit la planche. Il vit M. le duc d'Orléans, lui dit qu'il savait faire du diamant, et ce prince, naturellement crédule, s'en coiffa. [...] Je résolus de me rendre tout droit au Palais Royal. Je commandai mon carrosse, en pétillant d'impatience, et je m'y jetai comme un homme qui n'a pas tous ses sens à lui. [...] Aussitôt entré auprès du Régent que je trouvai sans un seul de ses chirurgiens ni de ses autres domestiques, et après que je l'eusse salué d'une révérence fort médiocre et fort courte qui me fut exactement rendue : « Eh bien, qu'y a-t-il encore ? » me dit-il d'un air de bonté et d'embarras. « Il y a, puisque vous me commandez de parler, Monsieur, lui dis-je avec feu en tenant mes regards fichés sur les siens qui ne les purent soutenir, que vous êtes en train de perdre auprès de tous le peu d'estime et de considération – ce furent là les termes dont je me servis – qu'a gardé pour vous le gros du monde. »
- Le procès de Lemoine vu par Flaubert :

« La chaleur devenait étouffante, une cloche tinta, des tourterelles s'envolèrent, et, les fenêtres ayant été fermées sur l'ordre du président, une odeur de poussière se répandit. »